# 贝尔费
贝尔费（法語：Berfay，法語發音：[bɛʁfɛ]）是法国萨尔特省的一个市镇，属于马梅尔斯区。

## 地理
贝尔费（47°59'38"N, 0°45'51"E）面积18.28 平方千米，位于法国卢瓦尔河地区大区萨尔特省，该省份为法国西北部内陆省份，北起顺时针与奥恩省、厄尔-卢瓦省、卢瓦-谢尔省、安德尔-卢瓦尔省、曼恩-卢瓦尔省和马耶讷省接壤，是法国大西部的入口，连接卢瓦尔河谷、布列塔尼和巴黎盆地。
与贝尔费接壤的市镇（或旧市镇、城区）包括：维布赖、瓦莱讷、拉艾、阿尼耶河畔孔夫朗。

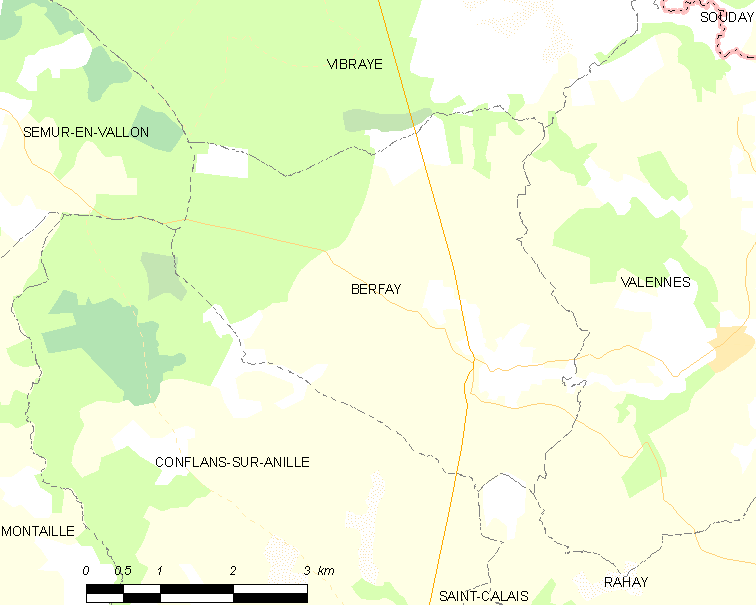
贝尔费的OSM定位图

贝尔费的时区为UTC+01:00、UTC+02:00（夏令时）。

## 行政
贝尔费的邮政编码为72320，INSEE市镇编码为72032。

## 政治
贝尔费所属的省级选区为圣卡莱县。

## 人口

1962-2008年间贝尔费人口变化图示

贝尔费于2022年1月1日时的人口数量为334人。